# Jacob Ovens

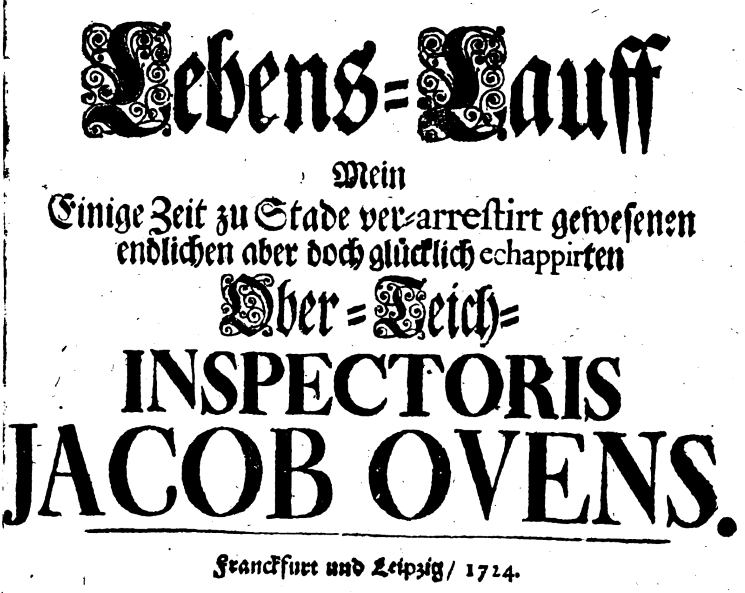
Jacob Ovens Memoiren 1724, wohl eine Fälschung

Jacob Ovens (* um 1685 bei Dithmarschen oder Friedrichstadt) war ein Deichbauunternehmer und Hochstapler zu Zeiten der Sturmfluten 1717, 1718 und 1721. Als Oberdeichinspektor in kurhannoverschen Diensten verursachte er immense Ausgaben.

## Leben (nach Ovens vermeintlicher Autobiographie, 1724)

### Herkunft und Jugend
Jacob Ovens war ein Sohn der Mennoniten-Familie Ovens und vermutlich ein Abkömmling in der Enkel-Generation des Malers Jürgen Ovens. Sein Vater war wohl Bauer, Hausmann und Aufseher eines Districts der dortigen Deiche, und schulte seinen Sohn bereits früh als Handlanger. Nach erfolglosen Versuchen als Mühlenbauer, Branntweinbrenner und Quacksalber zog Jacob Ovens nach dem Tod seines Vaters ohne nennenswertes Erbe vorübergehend zu einem Vetter. Dieser überredete den damals etwa 24-jährigen Jacob Ovens in eine lutherische Bauernfamilie bei Poppenbüll einzuheiraten. Statt der Landwirtschaft widmete sich Ovens hier aber der Erfindung diverser Maschinen.

### Lebenswandel als Glücksritter und autodidakter Ingenieur
Ohne Kinder zu hinterlassen und so gut wie bankrott, soll Ovens etwas später nach Garding geflohen, Aufnahme bei einem Schiffer namens Petersen gefunden und eine von Pferden angetriebene Getreidegrützmühle konstruiert haben. Nach einer Affäre mit Petersens Frau floh Ovens nach Kopenhagen. Dort soll er einem Kriegskommissar von Platen den Bau einer wassergetrieben Säbel- und Gewehrmanufaktur versprochen haben. Schon bald soll er in die Kriegsmarine unter dem Befehl von Christian Thomesen Sehested eingetreten und an Gefechten mit den Schweden bei Rügen teilgenommen haben. Zurück in Kopenhagen heiratete er die Tochter eines Schriftsetzers. Über seine Schwägerin, die Frau eines Speisenaufdeckers am königlichen Hof, konnte Ovens edle Speisen stehlen und mit selbstgemachtem Branntwein als Schankwirt verkaufen. Trotz dieser Art des Lebensunterhalts wurde er vom Hof mit einem Kanalprojekt beauftragt, musste aber bald fliehen und wurde per Trommelschlag zur öffentlichen Fahndung ausgerufen. In den Kriegswirren soll Ovens eine Stellung als Kaperkapitän auf einem dänischen Kriegsschiff erhalten haben. Er wurde aber als gesuchter Betrüger erkannt, verbarg sich als Bauer in Holstein, entwich vor ihn verfolgenden dänischen Truppen nach Hamburg, betrieb dort Affären und Hochstapeleien und war bald erneut bankrott. Er versuchte sich wieder als Erfinder von Maschinen und es gelang ihm, vom Hamburger Magistrat Vorschüsse für Kanalprojekte und Schlammbagger zu kassieren, wonach er sich in Misskredit brachte. Als Nächstes soll er einem englischen Agenten (namens von Engel) Baupläne anderer Konstrukteure und diverse utopische Vorschläge für die Zitadelle Harburg verkauft haben. Er verschaffte sich den Anschein eines erfolgreichen Planers, wodurch er im Herzogtum Bremen-Verden einen Auftrag zur Vertiefung der Weser ergattern konnte und schließlich nach London eingeladen wurde. Hier wurde Ovens zunächst von Engel entlarvt, konnte sich aber bei dessen Sohn, seinem späteren Baukassierer und Gehilfen, sowie beim Geheimrat von Bernstorff einschmeicheln. Ovens gab nun vor, Aufträge für Mühlen- und Kanalprojekte in Mecklenburg für Bernstorff erlangt zu haben.

### Berufung als kurhannoverscher Oberdeichinspektor
Einen Deichbruch bei London ließ Ovens angeblich unbehoben, sondern verzog nach Amsterdam, wo er jedoch, um 1717, eine Reise zur Bewerbung um die Deichreparatur bei Wischhafen angetreten haben soll. Ovens gelangte, wohl per Jagt, über Hamburg nach Stade. Mit kühnen Projektvorschlägen soll er sich im Mai 1719 bei der Stader Regierung für laufende Deichbauarbeiten des bisherigen Oberdeichgrafen, Eybe Siade Johanns, angedient haben. Sodann scheint Ovens wirklich Projekte für den Geheimrat von Bernstorff auf dessen Gut Gartow realisiert zu haben.
Kraft eines Empfehlungsschreibens des Rates von Bernstorff wurde Ovens nun, ohne je irgendeine echte Ausbildung absolviert zu haben, vom Hof in Hannover als Oberdeichinspektor angestellt. Zurück in Stade ab 22. November 1719, übte er sodann Druck, Kritik und üble Nachrede gegen Johanns aus, bis er zu dessen Nachfolger berufen wurde.

### Unterschlagungen bei den Deichreparaturen in Wischhafen
Im November 1719 waren die von Johanns gewarteten Deiche durch Sturmfluten wie jene vom 26. Februar 1718 schwer beschädigt worden. Ovens soll Johanns zunächst bis zum Tode gemobbt, dann über seinen Baukassierer, den ihm hörigen jungen Engel, Geldmittel für die Arbeiten eingetrieben und sich bei Deichgraf Jacobi einquartiert haben. In der Folge scheint Ovens problemlos weitere Geldsummen erschlichen zu haben und gewöhnte sich ein zunehmend rüdes Auftreten als königlicher Bedienter an. Kassierer und Inspektoren soll er mit Gewalt bedroht und vor einem Kaufmann Haxmeister geprahlt haben: Wer eine solche Arbeit wie ich / damals unter Händen hätte / und sich nicht auf einige Jahre dabey versorgete / viel ärger als der größte Narr sein müßte...mein König hat Geld und ich habe Courage. Aufträge an Subunternehmer vergab Ovens nur gegen Gewinnbeteiligung, Rohstoffe ließ er anschreiben, ohne zu bezahlen. Auch Arbeiter sollen ihm wenig gegolten haben, und angeblich äußerte er: Fiele ein Arbeiter in den Kley / Lasset ihn liegen / Er ist so gut wie ein Sack Sand....

### Flucht und angebliche Autobiographie
Schließlich soll Ovens eine Flucht aus der Haft in Stade nach Kiel im dänischen Holstein geglückt sein, wo er 1724 vermeintlich eigenhändig seine sittenlosen Memoiren in Form eines Büchleins, gedruckt angeblich in Leipzig und Frankfurt, veröffentlichte (manchen Quellen zufolge kann es sich hierbei um eine von Ovens Gegnern als Schmähschrift verfasste zeitgenössische Fälschung handeln, die auf allgemein bekannten Details aus Ovens Vita beruhte). Darin versucht der Autor, vermeintlich Ovens, gar nicht erst eine Rechtfertigung oder Entschuldigung, hingegen werden skrupelloser Egoismus und opportunistisches Glücksrittertum des begabten Bauernsohns Jacob Ovens vor dem Hintergrund feudalistischer Selbstherrlichkeit in skurriler Weise glorifiziert. Die glaubhafteste Quelle mit einer ausführlichen Schilderung von Ovens wirklichen Taten und Untaten findet man wohl in Jobelmanns Aufsatz aus dem Jahre 1880 (siehe Literatur).

## Jacob Ovens späteres Schicksal (nach Jobelmann, 1880)

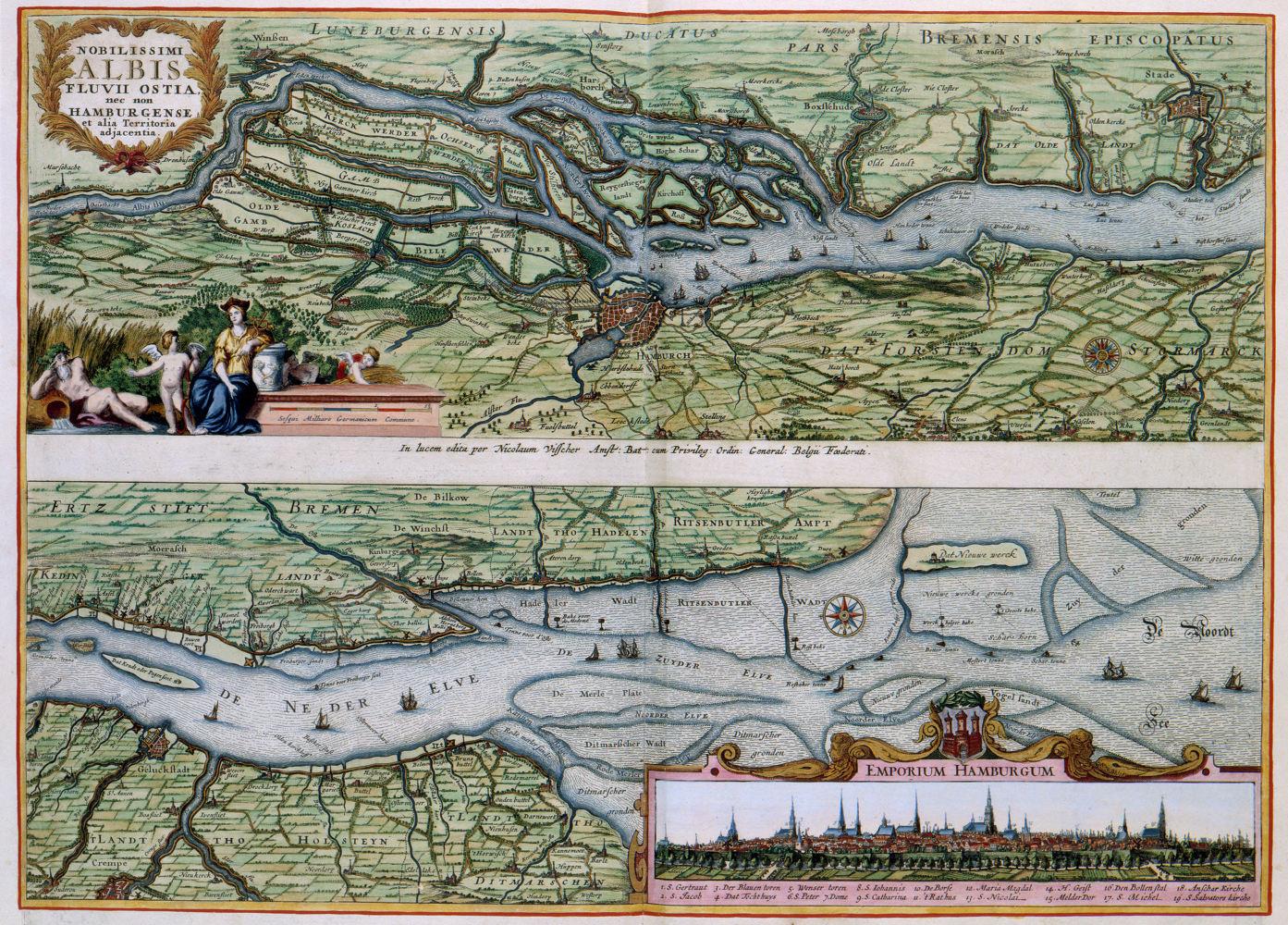
Karte der Niederelbe von Nicolaes Visscher, nach 1681

### Untersuchungskommissionen
Aufgrund des immensen Geldverbrauchs für den Deichbau bei Stade, und Wischhafen im Lande Kehdingen untersuchte im Jahr 1720 eine erste Kommission unter Oberstleutnant Pauli und Major Walmoden die Arbeiten Ovens, wobei Walmoden sich auf Ovens Seite geschlagen haben soll, die Kommission jedoch eine weitere Offenlegung des Rechnungswesens verlangte. Trotz weiterer Beschwerden meldete Ovens am 24. Juni 1720 den vermeintlichen Fortschritt der Werke an die Regierung in Stade, was von dieser am 27. September an den König berichtet wurde. Es waren 100.000 Pfähle eingerammt, 20.000 Bunde Faschinen, zahllose Sandsäcke und Erdkästen, und 100 Schiffe versenkt worden, aber durch die Neujahrsflut 1721 wurden die unsoliden Holzdeichanlagen, die unter Ovens erbaut worden waren, großteils wieder zerstört. Ovens regte noch am 31. Dezember 1720 dennoch eine Lotterie im Herzogtum Bremen zur Einnahme neuer Geldmittel für seine Deichbau-Projekte an. Am 30. Dezember 1721 machte Ovens sogar den dreisten Vorschlag, die Elbdeiche auf eigene Kosten zu erbauen, wenn man ihm dafür das ganze Kirchspiel Hamelwörden zum freien Privateigentum überschriebe. Nachdem vermehrt Beschwerden über Ovens Treiben und Taktiken des Regierungsrates Albrecht Andreas von Ramdohr zum Schutze desselben laut wurden (vor allem seitens des Oberdeichgrafen und Landrats Engelbert Johann von Bardenfleth), wurde per Befehl des Königs am 20. Februar 1722 eine zweite Kommission zur Untersuchung der Vorfälle, bestehend aus Geheimrat von Alvensleben, Landdrost von Spörcken zu Harburg und Kanzleirat von Lautensack zu Celle, eingerichtet, die auf militärische Unterstützung der Stader Garnison, des Regiments von Generalleutnant Detlev von Rantzau, zurückgreifen konnte. Diese zweite Kommission untersuchte ab 25. August 1722 die Vorfälle und schickte am 21. September einen Bericht über die Art und Weise von Ovens Rechnungsführung an den König, wogegen Ovens am 30. September 1722 Beschwerde beim König selbst und beim Oberappellationsgericht in Celle einlegte, das daraufhin noch genauere Informationen von der Kommission anforderte.

### Haft in Stade, Flucht und erneute Haft
Ende September 1722 kam Ovens einige Tage unter Hausarrest und sodann ins Gefängnis Engelsburg, wo Ovens damalige Frau sich beim Pförtner (Müller, ehem. Schulmeister aus Köln) einmietete. Im November 1722 beschwerte sich Ovens über angebliche Misshandlungen seitens Lautensacks. Im Februar 1723 erfolgten weitere Voruntersuchungen mit langen Verhören, bei denen Ovens trotzig die Aussage verweigerte und daher manchmal in Eisenfesseln gelegt wurde. Durch unablässige, direkt an den König gerichtete Immediateingaben, mit übertriebenen Beschwerden über die Haft- und Verhörumstände versuchte Ovens Zeit zu gewinnen. Am 9. Juli 1723 wurden weitere gravierende technische Versäumnisse an den Deichen festgestellt. Es kam zu zahlreichen Verhandlungen, Verhören und Vernehmungen von Zeugen beider Streitparteien, bei denen der Regierungsrat Ramdohr stets zugegen war. Schließlich wurde Ovens durch königliche Resolution vom 27. August 1723 seines Dienstes verlustig erklärt.
Im März 1724 versuchte Ovens aus der Haft heraus eine Verteidigung zu organisieren. Er schrieb auch einige Briefe an Ramdohr und erhielt finanzielle Unterstützung von diesem. Statt auf etwaige Erfolge seines Verteidigers Detenhof zu warten, entschied sich Ovens am 17. Juli 1724 für den Ausbruch aus dem Gefängnis (seine Frau hatte den Pförtner samt Gattin betrunken gemacht und bei der morgendlichen Visite den wachhabenden Leutnant Ruperthan getäuscht, so dass dieser einen ausgestopften Schlafrock und Mütze für den Gefangenen hielt) und floh, verkleidet als Bauer, über Schulau und Pinneberg nach Bramstedt. Ovens wurde durch den Kammerschreiber Halde samt gehöriger Mannschaft verfolgt und schließlich von örtlichen Kräften in Neumünster verhaftet. Zunächst wurde er ins dänische Kiel gebracht, und dann zum 13. August 1724 nach Stade ausgeliefert und erneut inhaftiert.
Am 18. Juni 1725 wurde er von der Untersuchungskommission des Betrugs überführt, am 14. August 1725 torquirt (gefoltert) und bis 16. März 1726 in der Frohnerei (Stadtgefängnis) gehalten. Am 5. März 1726 war bereits die lebenslange Zuchthausstrafe angeordnet worden, die Ovens nach Überführung mittels vierspänniger Landesfuhr, unter der Bedeckung eines Unteroffiziers, vier Gemeiner und des Steckenknechts laut Empfangsschein vom 19. März 1726 in Celle auch wirklich antrat.

## Verstrickung des Regierungsrates Albrecht Andreas von Ramdohr
Nicht nur seinen Vorgänger Eybe Siade Johanns stürzte Ovens ins Verderben, auch Mitglieder der Stader Regierung mussten seinetwegen ihren Abschied nehmen. Regierungsrat Albrecht Andreas von Ramdohr war eher vorsätzlich als fahrlässig in die Affäre um Ovens verstrickt, der sich bereits um 1720 mit Geldgeschenken aus Landesmitteln erkenntlich zeigte. Der erste Vorsitzende des Konsistoriums und Vorgesetzte Ramdohrs, Johann Friedrich von Staffhorst, ließ als ältester Beamter in der Regierung die Parteinahmen zugunsten Ovens schweigend geschehen und vermied persönliche Kontakte mit diesem. Ramdohr hatte somit fast allein die Kontrolle über die Wischafener Angelegenheiten. Er protegierte Ovens und pflegte vertraulichen Umgang mit ihm. Auch sein Sohn, Christian Ludwig von Ramdohr (* 1691 Celle; † 4. August 1731), als Refendar der Regierung in Stade, war eingeweiht. Ramdohrs zweiter Sohn, Georg Wilhelm (* 30. Juni 1693 Celle; † 14. Juni 1755 Hannover), hatte als kurfürstlicher Hofsekretär zu Hannover Einblick in dortige Verhandlungen über die Freigabe der immensen Staatsmittel. Ovens selbst erwähnte Ramdohrs Hilfsbereitschaft gegen „Erkenntlichkeiten“ am 8. Januar 1720 in einem Schreiben an den Deichgrafen Jacobi.
Wegen der engen Verbindung Ramdohrs und seines Sohns, des Referendars Christian Ludwig, zu Ovens, erhob die Untersuchungskommission 1723 Bedenken hinsichtlich der Anwesenheit Ramdohrs in den Verhandlungen über Ovens beim König, wonach Ramdohr von den Prozessen ausgeschlossen wurde. Ovens war zudem auch mit dem dritten Sohn Ramdohrs, Gottlieb Christian von Ramdohr, einem Fähnrich beim Regiment von Rantzow, und dessen Kameraden, dem Gefreit-Korporal Cammann, bekannt. Am Tage vor Ovens Ausbruch im Juli 1724 war nun gerade Cammann der Wachhabende, betrank sich angeblich mit Ovens und einem nicht sehr streng bewachten Mithäftling, der oft Branntwein und Kleider empfing, und vernachlässigte wohl die Rückgabe des Torschlüssels an der Hauptwache. Cammann war ein Hausfreund bei der Familie Ramdohr. In den Prozessen nach Ovens missglückter Flucht wurde Albrecht Andreas von Ramdohr daher neben der Begünstigung auch der Fluchthilfe verdächtigt. Er ersuchte um seine Entlassung und schied am 9. November 1724 aus seinen Ämtern. Die Vorwürfe gegen ihn wurden jedoch durch Milde des Königs, angesichts Ramdohrs langjähriger Dienstzeit und durch Vermittlung des ausgedehnten Freundeskreises nicht ernsthaft weiter verfolgt. Sein Sohn Christian Ludwig von Ramdohr verlor zwar seinen Posten als Referendar in Stade durch königliche Resolution vom 7. November 1724, wurde aber nicht weiter belangt. Georg Wilhelm von Ramdohr blieb kurfürstlicher Hofsekretär und wurde lediglich vom Dienst in den Bremenschen Kammersachen abgezogen.
In einem historischen Kriminalroman wird Ramdohrs Verstrickung ganz im Stile des mutmaßlich eigenhändigen Lebenslauff geschildert. Ovens gelingt es mit seinem Gehilfen Engel, den zunächst hochmütigen Regierungsrat zu beeindrucken, um somit weitere Gelder für den Deichbau zu erhalten. Ovens wird von Ramdohr, sehr zum Missfallen seiner Gattin Sarah geb. Bacmeister, in dessen Haus in Stade eingeladen (was den Tatsachen entspricht), wo der Komplott zur Abzweigung von Staatsmitteln zunehmend Formen annimmt. Zuletzt sollte nur noch Ramdohr Zugang zu den Baustellen gewährt werden, während die Überprüfung durch andere Inspektoren verhindert wurde. Auf diese Weise konnte Ramdohr Ovens Tätigkeiten protegieren und die Abzweigung von Baugeldern konnte weiter betrieben werden.
In einem amtlichen Schreiben Staffhorsts vom 29. Juni 1724 (Erwägungen zur Nachfolge nach Albrecht Andreas von Ramdohr) heißt es dazu, dass: ... Secretarius von Ramdohr jener Zeit, da er die dortige Brem- und Vehrdische Expedition angetreten, wir avis nicht anderes wissen noch glauben, bloss aus besonderer Faveur und Gratification, eine Portion an dem hiesigen Secretarium-Fiscus ...dazu er jedoch nichts conferieret, mit erlanget... hatte. Als Nachfolger Ramdohrs wurde alsbald der durch den Drost Detlef Reinhold von der Pahlen (1685–1723) und durch Staffhorst empfohlene Richter Johann Georg Pauli zu Oberndorf zum Secretarius bestallt.

## Brief des Johann Friedrich von Staffhorst vom 29. Juni 1724
Original im Niedersächsischen Landesarchiv Stade (als Public Domain ausgewiesen)

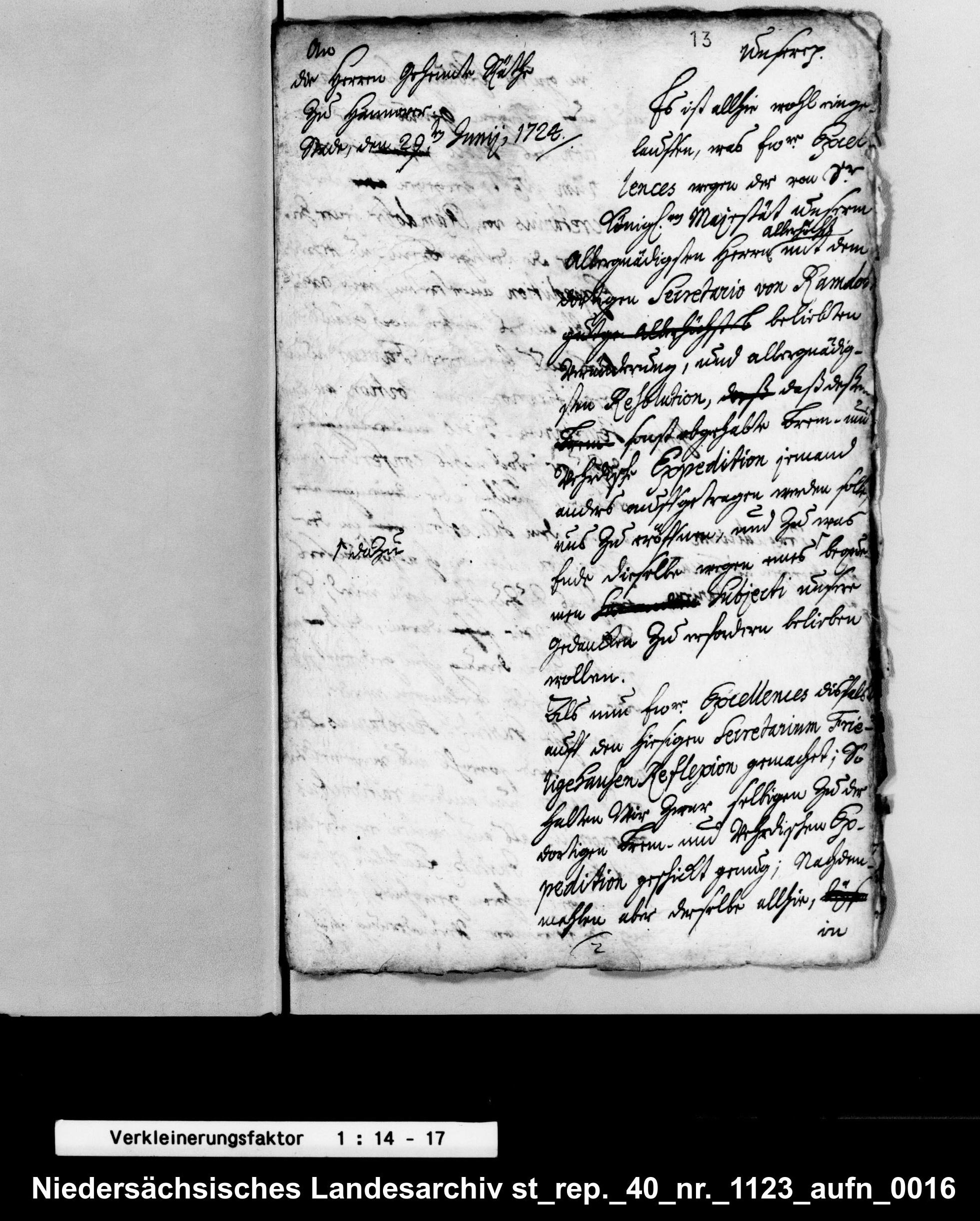
Seite 1
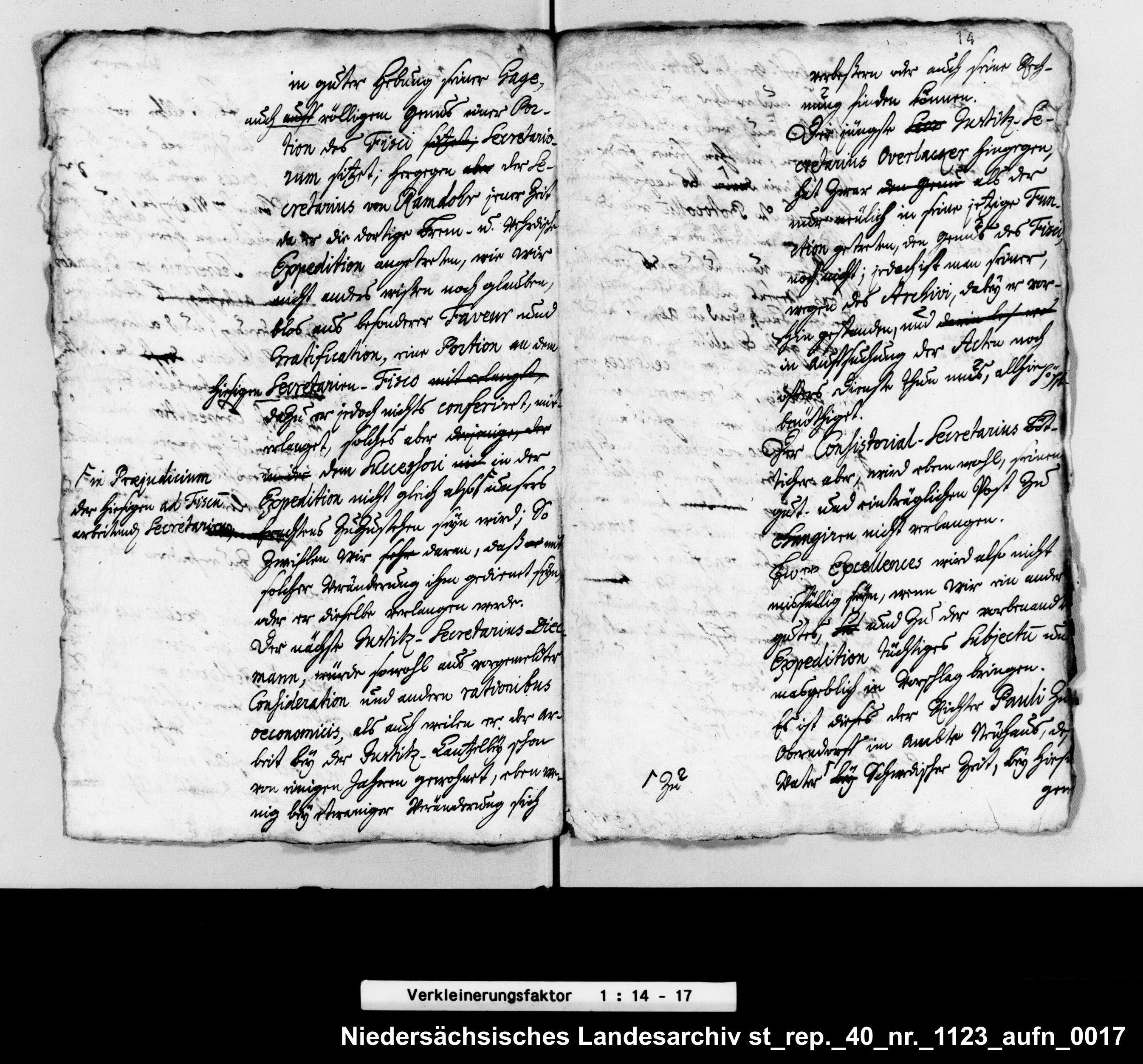
Seite 2 und 3
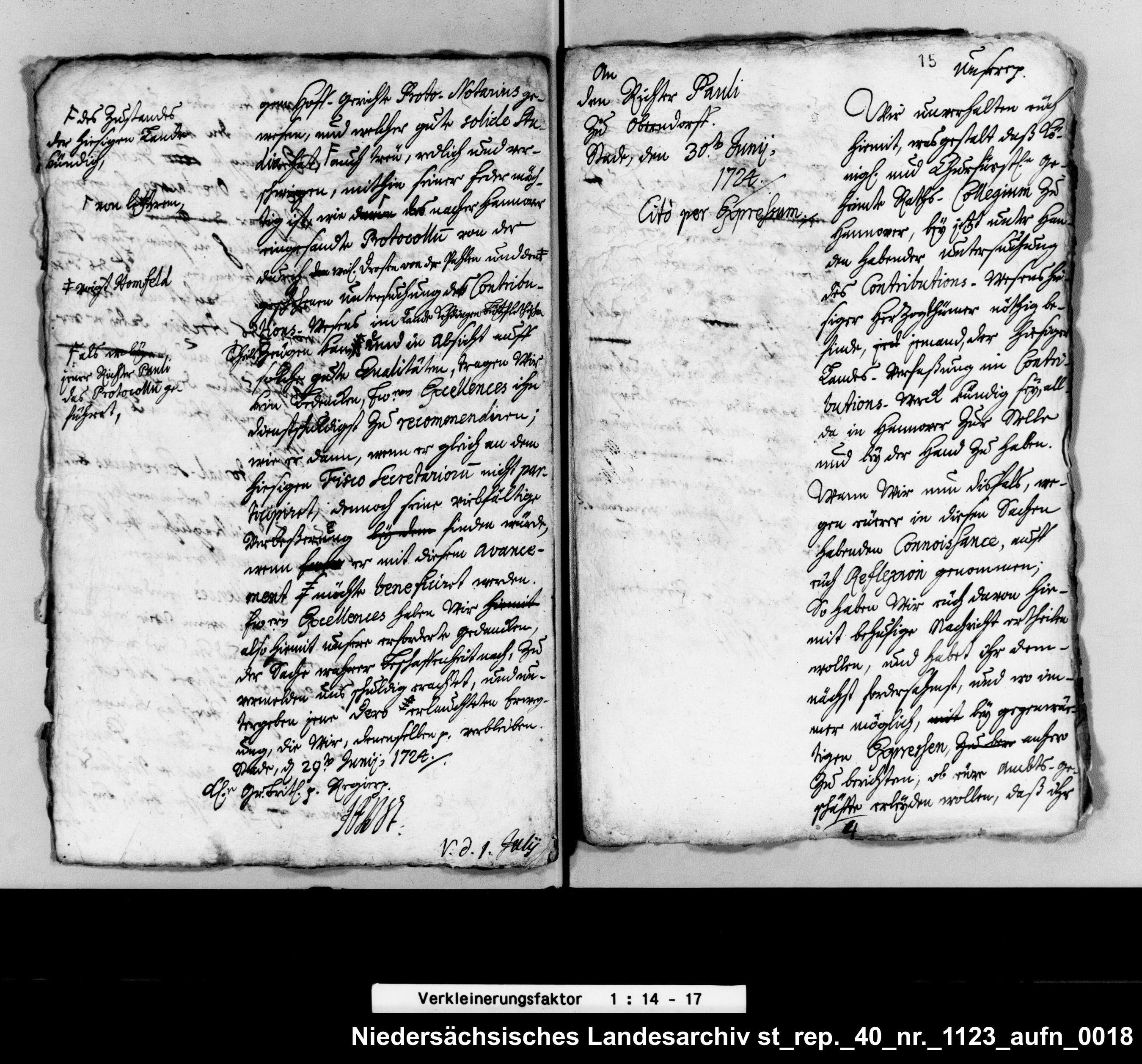
Seite 4

Ungefähre Abschrift nach NLA ST Rep. 40 Nr. 1123, Aufnahmen 0016 bis 0018
(Seite 1) An die Herren Geheimen Räthe zu Hannover
Stade, den 29. Juni 1724
Es ist allhier wohl eingelaufen, was euer Excellences wegen der von seiner Königl. Majestät .... allergnädigsten Herren allerselbst mit dem dortigen Secretario von Ramdohr beliebten Veränderung, und allergnädigsten Resolution, daß dessen sonst abgehabte Brem- und Vehrdischen Expedition jemand anders aufgetragen werden sollte, uns zu eröffnen, und zu was Euch dieselbe wegen jenes bequemen Subjecti unserer Gedenken zu erfordern belieben wollen.
Als nun euer Excellences dieshalb auf den hiesigen Secretraium Frielinghausen Reflexion gemacht, so halten wir denselbigen zu der dortigen Brem- und Vehrdischen Expedition geschickt genug; nachdem mahlen aber derselbe allhier, in
 (Seite 2) guter Hebung seiner Gage, auch auf völligem Grunde seiner Por-tion des Fisci Secretariorium sitzet; hergegen aber der Secretarius von Ramdohr jener Zeit, da er die dortige Brem- und Vehrdische
Expedition angetreten, wir (avis) nicht anderes wissen noch glauben,
bloß aus besonderer Faveur und Gratification, eine Portion an dem hiesigen Secretarium-Fiscus (mit erlanget,) dazu er jedoch nichts conferieret, mit
erlanget, solches aber (derjeniger, aber) ... dem Successori ... in der
Expedition nicht gleich falls (in Prejudicium des hiesigen ad Fiscu arbeitenden Secretariums) 
unseres Erachtens zuzustehen seyn wird, so zweifeln wir sehr daran, daß er mit solcher Veränderung ihm gedienet sein, oder er dieselbe verlangen werde.
Der nächste, Justiz-Secretarius Diecmann, würde sowohl aus vergenannter Consideration und anderen rationibus oeconomicis, als auch weilen er aber Arbeit bei der Justiz-Kanzelei schon von einigen Jahren gewohnet, aber wenig bei etwaiger Veränderung sich
 (Seite 3) verbeßern oder auch seiner Hoffnung finden können.
Der jüngste Justiz-Secretarius Ovelacker, hingegen, hat zwar ... als der nun reülich in seiner jetzigen Function
getreten, den Grund des Fisci, noch nicht; jedoch ist man seiner, wegen des Archivi, dabei er vor-hin gestanden, und ... in Aufsuchung der Akten noch öfters Dienste thun muss, allhier ... benöthigend.
Der Consistorial-Secretarius Bötticher aber, wird eben wohl, seinen gut- und einträglichen Post zu tangieren nicht verlangen.
Euren Excellences wird also nicht mißfällig sein, wenn wir ein anderes gutes und zu der vorbenannten Expedition tüchtiges Subjecti und maßgeblich in Vorschlag bringen.
Es ist dieses der Richter Pauli zu Oberndorf im Amten Neuhaus, da woher zu Schwedischer Zeit, bei hiesigem
(Seite 4) Hofgerichte Proto-Notarius gewesen, und welcher gute solide Studia hat (des Zustandes der hiesigen Lande kündig) auch treu, redlich und ver-schwiegen, mithin seiner Feder mächtig ist, wir (darum) von letzterem das nachher Hannover eingesandte Protocollum von der durch (den) weil. Drosten von der Pahlen und von Vogt Homfeld geschehenen Untersuchung des Contribu-tions-Vorschuß im Land Kehdingen Bützfleth'ischen Theils, Zeugen halber, .. (beilegen) ... und in Absicht auf solche gute Qualitäten, wagen wir beim Bedencken, Euren Excellences ihn dienstschuldigst zu recommondieren;
wie er dann, wenn er gleich an dem hiesigen Fisco Secretarium nicht par-tizipieret, dennoch seiner vielfältiger Verbesserung finden würde, wenn er mit diesem Avance-ment möchte benefiziert werden.
Euren Excellences haben wir also hiermit unserer erforderter Gedancken, der Sache wahrer Beschaffenheit nach, zu vernehmen uns schuldig erachtet, und untergeben jene dero erlauchtesten Erwägung, die wir, demeselben g. verbleiben,
Stade, d. 29. Juni 1724
Chr.-Gr.Brit.Regierung --- J.F.STAFF.